# Joe Bossano

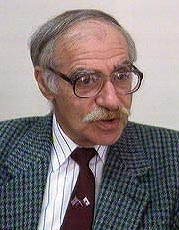
Joe Bossano

Sir Joseph John „Joe“ Bossano, KCMG (* 10. Juni 1939 in Gibraltar) ist ein Politiker aus Gibraltar, der zwischen 1988 und 1996 Chief Minister von Gibraltar war.

## Leben

### Abgeordneter und Oppositionsführer
Bossano war ursprünglich Mitglied der 1967 von Robert Peliza gegründeten Integration with Britain Party (IWBP) und wurde für diese bei den Wahlen vom 23. Juni 1972 erstmals zum Mitglied des Versammlungshaus von Gibraltar (Gibraltar House of Assembly) gewählt. 1975 trat er aus der IWBP aus und gründete die Gibraltar Democratic Movement (GDM), deren Vorsitzender er wurde. Bei den Wahlen vom 29. September 1976 errang die GDM auf Anhieb vier der 15 Parlamentssitze und wurde nach der Association for the Advancement of Civil Rights (AACR) von Chief Minister Joshua Abraham Hassan zweitstärkste Kraft, wodurch Bossano neuer Oppositionsführer wurde. Nach Auflösung der GDM gründete er 1978 die Gibraltar Socialist Labour Party (GSLP) und blieb bis zu seiner Ablösung durch Fabian Picardo im April 2011 deren Vorsitzender.
Bei den Wahlen vom 6. Februar 1980 wurde Bossano zwar als einziger Kandidat der GSLP sowie dem zweitbesten Gesamtergebnis nach Chief Minister Hassan wieder zum Mitglied des House of Assembly gewählt, verlor aber den Posten als Leader of the Opposition an Peter Isola, dessen Democratic Party of British Gibraltar (DPBG) sechs der 15 Sitze gewonnen hatte. Aus den Wahlen vom 26. Januar 1984 ging seine GSLP mit sieben der 15 Sitze als zweitstärkste Kraft hervor, während Isolas DPBG alle ihre Sitze verlor. Daraufhin wurde Bossano nach der konstituierenden Sitzung des Parlaments am 22. Februar 1984 erneut Oppositionsführer.

### Chief Minister 1988 bis 1996 und Oppositionsführer
Bei den Wahlen vom 24. März 1988 erlitt die bislang regierende Association for the Advancement of Civil Rights eine Niederlage und erhielt nur noch sieben der 15 Parlamentssitze. Daraufhin wurde der bisherige Oppositionsführer Joe Bossano von der Gibraltar Socialist Labour Party (GSLP) am 25. März 1988 neuer Chiefminister, während Canepa neuer Oppositionsführer (Leader of the Opposition) wurde. Zuvor war der langjährige Chief Minister Joshua Abraham Hassan am 8. Dezember 1987 nach der Unterzeichnung eines Abkommens zwischen dem Vereinigten Königreich und Spanien über die gemeinsame Nutzung des Flughafens von Gibraltar aus persönlichen Gründen zurückgetreten. Bossanos ratifizierte diesen Flughafenvertrag jedoch ebenfalls nicht, so dass dieser nicht in Kraft trat. Bei den Wahlen am 16. Januar 1992 wurde er mit dem besten Ergebnis wieder zum Mitglied des House of Assembly und seine GSLP mit acht der 15 Sitze wieder stärkste Kraft vor den Gibraltar Social Democrats (GSD) unter Peter Caruana. Am 17. Januar 1992 stellte Chief Minister Bossano sein zweites Kabinett vor.
Bei den darauf folgenden Wahlen am 16. Mai 1996 erlitt Bossanos GSLP eine Niederlage und erhielt nur noch sieben Sitze, während Caruanas GSD nunmehr acht Mandate erhielt. Daraufhin wurde Caruana am 17. Mai 1996 neuer Chief Minister, während Bossano wieder die Funktion des Oppositionsführers übernahm.
Auch aus den Wahlen vom 10. Februar 2000, 27. November 2003 sowie 11. Oktober 2007 ging die Gibraltar Socialist Labour Party mit jeweils sieben der 15 beziehungsweise ab 2007 17 Sitze als zweitstärkste Kraft hervor, so dass Bossano weiterhin Leader of the Opposition blieb.

### Minister im Kabinett Picardo

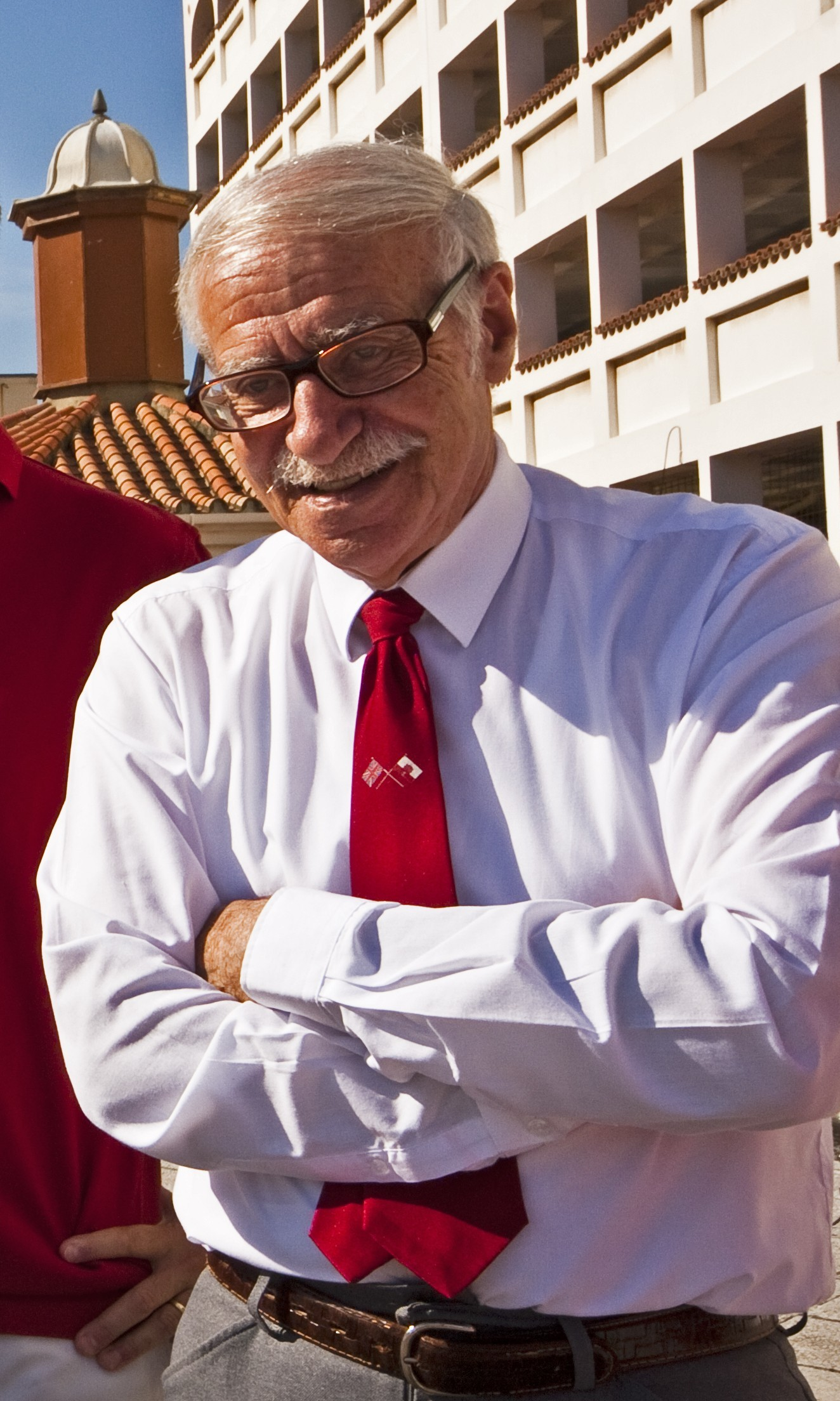
Joe Bossano bei einer Veranstaltung zum Nationalfeiertag am 10. September 2011 auf dem Grand Casemates Square

Im April 2011 trat er als Vorsitzender der Gibraltar Socialist Labour Party und Oppositionsführer zurück und wurde in beiden Funktionen von Fabian Picardo abgelöst. Unter dem neuen Vorsitzenden gewann die GSLP bei den Wahlen am 8. Dezember 2011 zehn der 17 Sitze im Parlament von Gibraltar, woraufhin Picardo als Nachfolger von Peter Caruana neuer Chief Minister wurde. Am 9. Dezember 2011 stellte Picardo sein erstes Kabinett vor, dem Bossano zunächst als Minister für Unternehmen, Ausbildung und Beschäftigung (Minister for Enterprise, Training and Employment) angehörte. Im Zuge einer Kabinettsumbildung wurde er am 22. April 2013 zusätzlich Minister für Gesundheit und Sicherheit (Minister for Health and Safety) und damit Nachfolger von Paul John Balban der nur noch das Ressort als Minister für Verkehr, Wohnungsbau und technische Dienste (Minister for Traffic, Housing and Technical Services) behielt. Im Zuge einer neuerlichen Kabinettsumbildung am 9. Dezember 2014 übernahm die Posten als Minister für wirtschaftliche Entwicklung, Telekommunikation und die Gibraltar Savings Bank GSB (Minister for Economic Development, Telecommunications and the Gibraltar Savings Bank).
Bei den Wahlen am wurde Bossano für die GSLP wieder zum Mitglied des Parlaments gewählt. Nach der Vereidigung von Chief Minister Picardo wurde er am 9. Dezember 2015 von diesem auch weiterhin zum Minister für wirtschaftliche Entwicklung, Telekommunikation und die Gibraltar Savings Bank GSB in dessen zweites Kabinett berufen und auch nach der Kabinettsumbildung am 20. Oktober 2016 in dieser Funktion bestätigt. Am 30. Dezember 2017 wurde Bossano zum Knight Commander des Order of St. Michael and St. George (KCMG) und führt seither den Namenszusatz „Sir“.